# Alan Longmuir

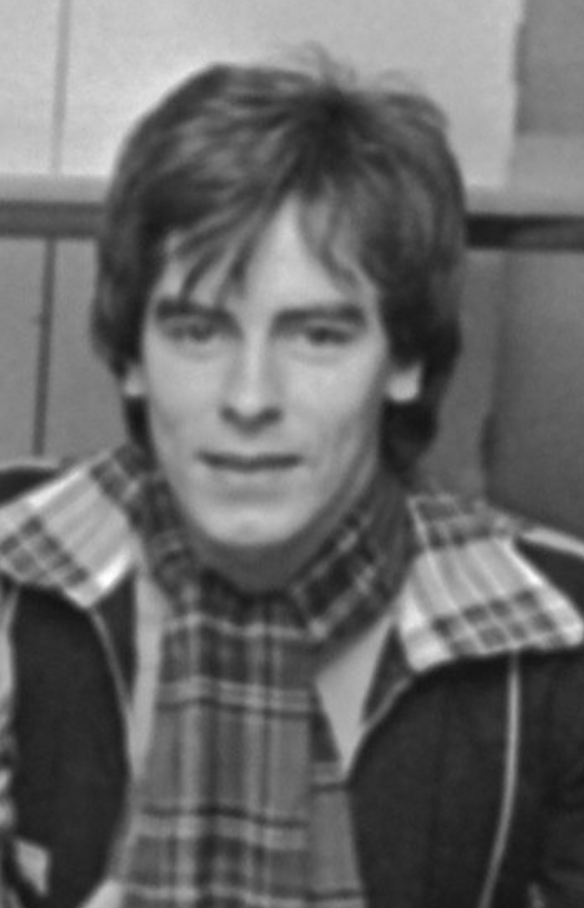
Alan Longmuir (1976)

Alan George Longmuir (* 20. Juni 1948 in Edinburgh, Schottland; † 2. Juli 2018 in Larbert, Schottland) war ein britischer Musiker, der als Mitglied der Bay City Rollers bekannt wurde. Er spielte E-Bass, Gitarre und Keyboard.

## Leben
Longmuir war Sohn eines Bestatters und hatte zwei ältere Schwestern, Betty und Alice, sowie einen jüngeren Bruder, Derek. Die Kinder wuchsen in einem sehr musikalischen Haus auf. Zusammen mit seinem Bruder Derek als Drummer und seinem Vetter Neil Porteous gründete er 1966 eine Band mit Namen Potias. Anfangs arbeitete er nebenbei als Klempner. Als dann Gordon „Nobby“ Clark als Sänger dazustieß, konzentrierte Longmuir sich gänzlich auf die Arbeit der Band, die sich nun The Saxons und schließlich Bay City Rollers nannte. Eine kurze Karriere als Schauspieler hatte Longmuir 1981 in dem deutschen Spielfilm Burning Rubber.
Im Juni 2018 erkrankte er während eines Urlaubsaufenthalts mit seiner Frau in Mexiko an einer Virusinfektion und wurde zunächst in einem Cancúner Krankenhaus behandelt. Von dort wurde er Ende Juni in seine schottische Heimat in das Forth Valley Royal Hospital von Larbert verlegt, wo er am 2. Juli 2018 starb.

## Filmografie
- 1981: Burning Rubber (Spielfilm)[1]
- 1991: In meinem Kopf ist jemand, den Du niemals siehst (Fernsehdokumentation)
- 1999: Behind the Music (Fernsehdokumentation)
- 2004: Who Got the Bay City Rollers’ Millions? (Fernsehdokumentation)